# Eustache de Blondel de Beauregard de Viane
 (mars 2025).
Eustache Joseph Marie, baron de Blondel de Beauregard de Viane (Viane, 13 juin 1775 - Viane, 17 novembre 1848) était un noble du Royaume uni des Pays-Bas puis du Royaume de Belgique.

## Biographie
La famille De Blondel de Beauregard de Viane, dont l'arbre généalogique remonte au XIe siècle, comptait de nombreux notables et membres de la noblesse, originaires de l'Artois, plus précisément de la région de Cambrai.
Eustache était le fils cadet de Jean-Baptiste de Blondel, seigneur de Beauregard (1737-1803), habituellement qualifié de baron, et de Reine-Élisabeth de Partz (1747-1814), dame de Viane, et unique héritière de la fortune de son père, le chevalier Jean Paul de Partz de Buicertain, et de sa mère la marquise Éléonore de Devenish-Athlone. Eustache épouse Marie-Charlotte de la Motte Baraffe (1790-1848), fille de Lamoral-Antoine en 1810. Ils ont eu un fils et une fille.
Le fils, le baron Alfred de Blondel (1811-1876), épousa Caroline de Partz de Pressy (1821-1901) et ils eurent neuf enfants. La famille s'est éteinte en 2009.
En 1816 Eustache fut nommé au corps équestre de la province de Flandre-Orientale et en 1819, il reçut le titre de baron, qui, selon la première liste officiel des nobles, fut transmissible à tous ses descendants. En 1824, il devient chambellan du roi Guillaume Ier des Pays-Bas . 